# ستيوارت إي جونز
ستيوارت أي جونز (مواليد 1959) دبلوماسي وسياسي أمريكي. شغل منصب السفير الأمريكي في العديد من الدول في الشرق الاوسط، منها منصب سفير الولايات المتحدة في العراق من 2014 إلى 2016 ،  وسفيرًا للولايات المتحدة في الأردن من 21 يوليو 2011 إلى 28 يوليو 2014.  

## السيرة الشخصية
تخرج ستيوارت جونز من جامعة ديوك وحصل على دكتوراه في القانون من كلية الحقوق بجامعة بنسلفانيا.   

## العمل الدبلوماسي
انضم إلى الخدمة الخارجية للولايات المتحدة كدبلوماسي محترف.   وشغل منصب منسق محافظة الأنبار في العراق، وفي مجلس الأمن القومي إدارة العراق Country Director for Iraq. من عام 1994 إلى عام 1996 ، كان مساعدًا خاصًا للمندوب الدائم للولايات المتحدة لدى الأمم المتحدة. كما عمل في تركيا والسلفادور وكولومبيا.
من عام 2005 إلى 2008 ، شغل منصب نائب رئيس البعثة في السفارة الأمريكية بالقاهرة.   ومن عام 2008 إلى عام 2010 ، شغل منصب نائب مساعد وزير الخارجية في مكتب وزارة الخارجية للشؤون الأوروبية والأوراسية.  كما شغل منصب نائب رئيس البعثة في السفارة الأمريكية في بغداد.
في 21 تموز 2011 تم تعيينه سفيراً للولايات المتحدة في الأردن.   
في 8 مايو 2014، رشحه الرئيس أوباما ليكون سفير الولايات المتحدة في العراق. في يونيو 2014، وافق مجلس الشيوخ الأمريكي بتصويت 93-0. وأدى اليمين أمام وزير خارجية الولايات المتحدة جون كيري في 17 سبتمبر 2014.

## العمل المهني
اعتبارًا من 2018، يعمل ستيوارت في شركة Bechtel Engineering.